# Kārlis Ulmanis

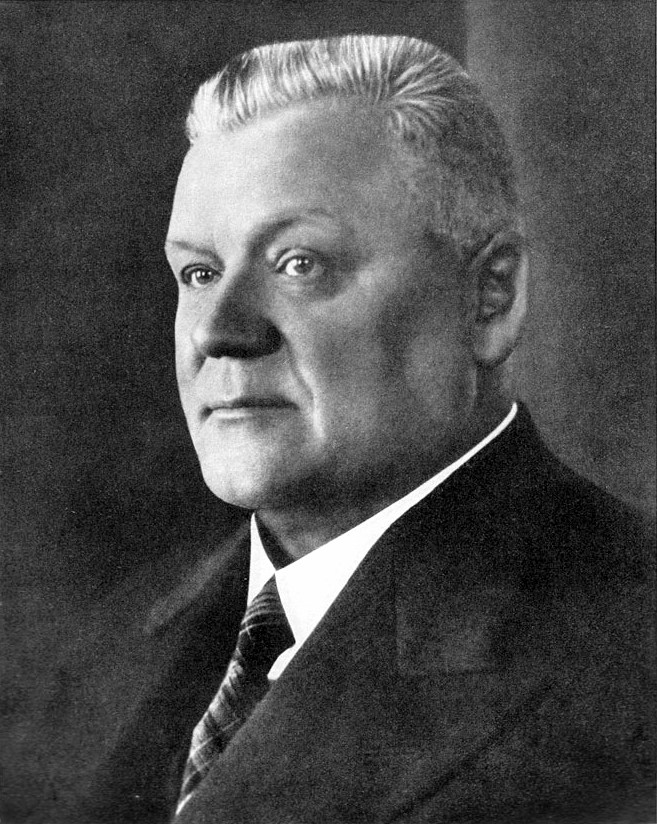
Kārlis Ulmanis

Kārlis Ulmanis (* 23. Augustjul. / 4. September 1877greg. in Bērze, Gouvernement Kurland, Russisches Kaiserreich; † 20. September 1942 in Krasnowodsk, Turkmenische SSR, Sowjetunion) war ein lettischer Staatsmann. Von 1936 bis 1940 amtierte er als vierter Präsident der unabhängigen Republik Lettland.

## Herkunft
Ulmanis studierte Agrarwissenschaft an der ETH Zürich und der Universität Leipzig und arbeitete danach als Autor, Lektor und Agrarmanager in Lettland. Bereits während der Revolution von 1905 war er politisch aktiv und saß kurzzeitig im Gefängnis von Pskow ein. Um einer erneuten Inhaftierung zu entgehen, verließ Ulmanis das Russische Kaiserreich, zu dem Lettland damals gehörte. In dieser Zeit studierte er an der University of Nebraska in den USA und erlangte den Grad eines Bachelor of Science im Fach Agrarwissenschaft. Nachdem er kurze Zeit als Lektor an der Universität gearbeitet hatte, zog Ulmanis nach Houston (Texas), wo er einen Molkereibetrieb erworben hatte. 1913 kehrte Ulmanis aus dem Exil nach Lettland zurück, nachdem er von einer durch den Zaren erlassenen Generalamnestie erfahren hatte. 1917 war er Mitgründer des Lettischen Bauernverbandes, einer der wichtigsten politischen Parteien des späteren Lettlands.

## Aufstieg zum Staatschef

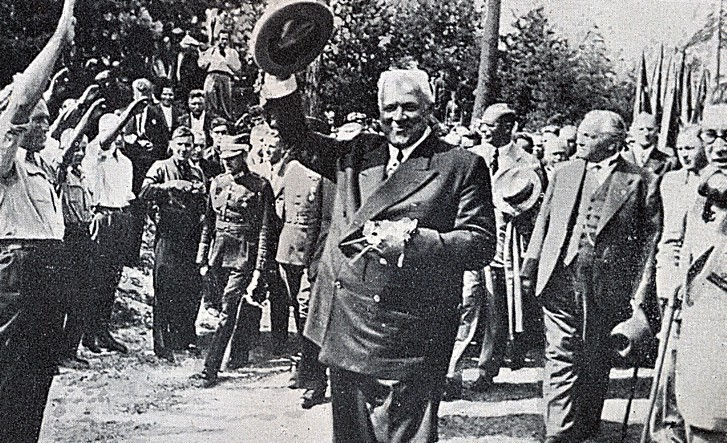
Ulmanis im Jahr 1934

Nach dem Ersten Weltkrieg gehörte Ulmanis zu den Gründern des Lettischen Volksrats (Latvijas Tautas padome), der am 17. November 1918 gebildet wurde und tags darauf die Unabhängigkeit von Russland proklamierte. Ulmanis war der erste Regierungschef Lettlands (bis 18. Juni 1921). Eine verfassunggebende Versammlung (Satversmes sapulce) konstituierte den Staat 1920 als parlamentarische Demokratie. Später war Ulmanis nochmals vom 24. Dezember 1925 bis zum 6. Mai 1926, vom 27. März 1931 bis zum 5. Dezember 1931 und ab dem 17. März 1934 Ministerpräsident. Außerdem leitete er zeitweise die Ministerien für Krieg, Landwirtschaft und Versorgung. 1923 war er zudem Vorstandsvorsitzender der lettischen Bauern-Bank (Latvijas zemnieku banka).
Im Staatsstreich vom 15. Mai 1934 löste Ulmanis in seiner Position als Regierungschef das Parlament Saeima auf und errichtete ein autoritäres Regime. Im Laufe seiner Karriere war er mehrfach Ministerpräsident von Lettland (1918–1921, 1925–1926, 1931, 1934–1940), ab 1934 mit diktatorischen Vollmachten, ab 1936 auch Staatspräsident von Lettland. Nachdem die Amtszeit von Staatspräsident Alberts Kviesis abgelaufen war, vereinigte Ulmanis 1936 entgegen der Verfassung das Amt des Präsidenten und das des Premierministers in seiner Person. Trotz dieses politischen Coups genoss Ulmanis Popularität in der Bevölkerung. Während seiner Regentschaft machte die Entwicklung Lettlands bedeutende Fortschritte. Der Bildungspolitik wurde ein besonderer Stellenwert eingeräumt. Lettland erreichte so eine der höchsten Alphabetisierungsquoten in Europa. 
Großbritannien und Deutschland wurden zu den wichtigsten Handelspartnern des Landes, während der Handel mit der Sowjetunion reduziert wurde. Während viele Länder unter der Weltwirtschaftskrise litten, konnte Lettland in dieser Zeit sein Bruttosozialprodukt sowie das Exportvolumen steigern. 1938 verfügte Ulmanis, dass sein Land vor der nationalsozialistischen Verfolgung fliehende Juden aufnahm. So kamen 1938 und 1939 rund 2000 Juden aus Deutschland und Österreich nach Lettland.

## Deportation und Tod

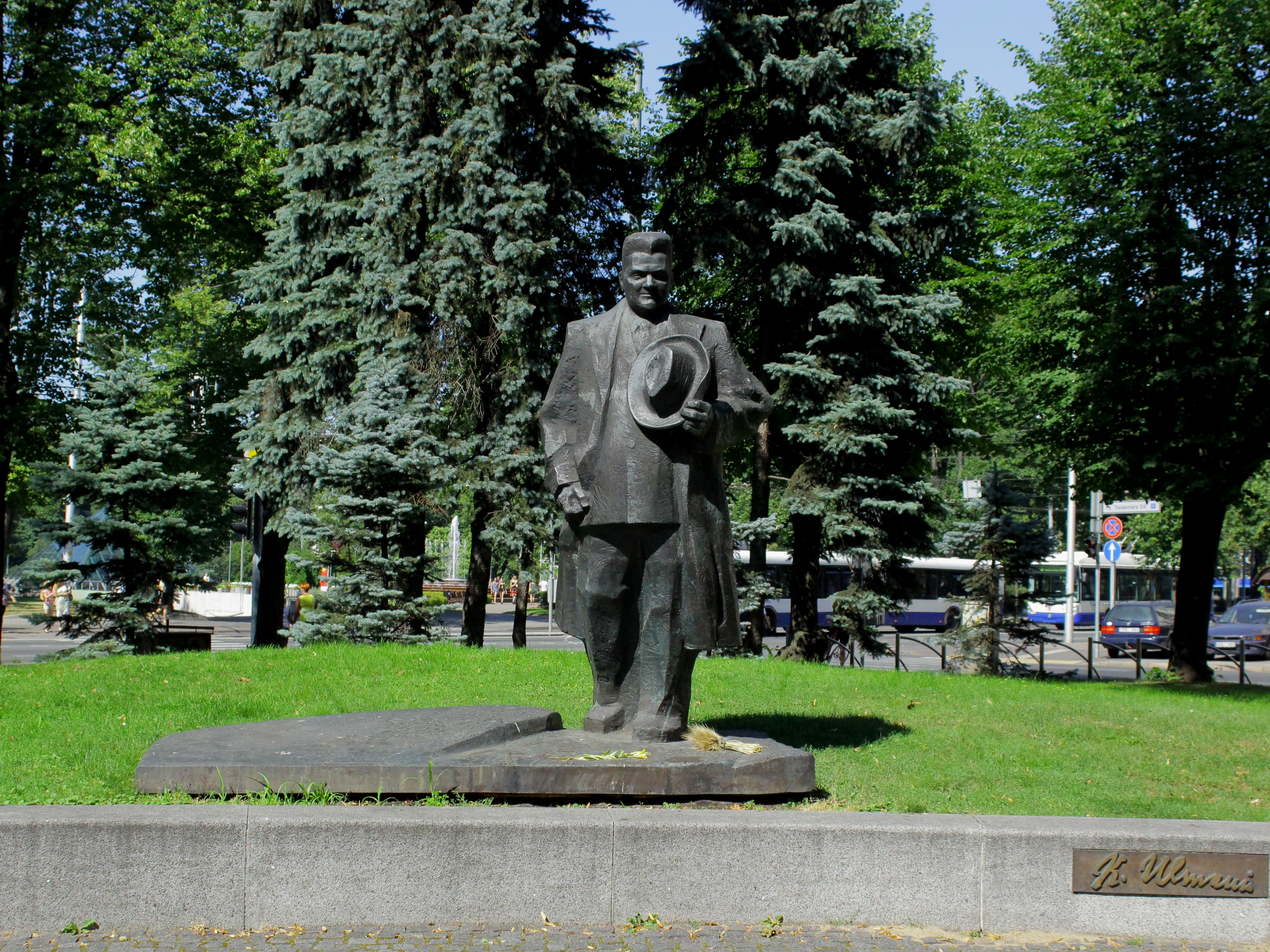
Kārlis-Ulmanis-Denkmal in Riga

Im Zuge der sowjetischen Besetzung Lettlands 1940 rief Ulmanis das Volk dazu auf, keinen Widerstand zu leisten, was wegen der militärischen Übermacht der Roten Armee ohnehin aussichtslos gewesen wäre. Bis heute ist der Satz „Ich werde an meinem Platz bleiben und ihr werdet an Eurem Platz bleiben“ aus seiner Rundfunkansprache zu Beginn der Okkupation vielen Letten bekannt. Obwohl Ulmanis nach Informationen des US-Außenministeriums die Erlaubnis zur Ausreise in die Schweiz erhalten habe, wurde er von den Sowjets verhaftet und deportiert. Erst nach dem Zerfall der Sowjetunion 1990/91 wurde bekannt, dass Ulmanis während des Zweiten Weltkrieges in einem Gefängnis in Krasnowodsk (heute Türkmenbaşy) in der Turkmenischen SSR (heute Turkmenistan) starb.
In seiner Heimat ist Ulmanis immer noch populär. Viele Letten sehen in ihm ein Symbol der Unabhängigkeit ihres Landes in der Zwischenkriegszeit oder verbinden mit ihm den wirtschaftlichen Aufschwung Lettlands im 20. Jahrhundert. Kritiker merken jedoch an, dass jemand, der das Parlament aufgelöst hat, um ein autoritäres Regime zu errichten, nicht als positive Figur der lettischen Geschichte betrachtet werden könne, unabhängig davon, wie mild und ökonomisch erfolgreich dieses Regime gewesen sei. Ein Zeichen für die anhaltende Popularität Ulmanis’ in Lettland mag das Faktum sein, dass sein Großneffe Guntis 1993 zum Präsidenten der neuerlich unabhängigen Republik Lettland gewählt wurde.